# متحف بيت جعفر جبارلي (باكو)
متحف بيت جعفر جبارلي(بالأذربيجانية: Cəfər Cabbarlının ev-muzeyi) هو المتحف التذكاري الذي عاش فيها الكاتب المسرحي الأذربيجاني جعفر جبارلي.

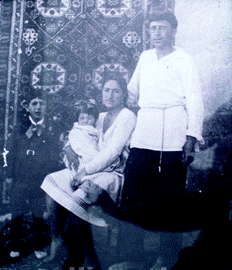
جعفر جبارلي مع عائلته

## تاريخ المتحف
تم التأسيس متحف بيت جعفر جبارلي في 1982، 20 مارس، بمناسبة الذكرى السنوية الثمانين للكاتب.
يقع المتحف في مدينة باكو، شارع قوتقاشينلي، 44.
وفي نفس الوقت، بمناسبة الذكرى المئوية لجعفر جبارلي، تم تأسيس جائزة خاصة «جبارلي» وعرضها على بعض الفنانين.
المتحف على تبعية وزارة الثقافة(أذربيجان).

## المعارض
يتضمَّن متحف بيت جعفر جبارلي أكثر من 10.000 معروضا.
يتضمَّن المتحف من الغرف التي تُعرض فيها المعارض، ووثائق ومواد وصور فوتوغرافية التي تعكس حياة وعمل الكاتب.
و تتعرض أيضا في المتحف هدايا من الأشخاص البارز والأعمال العلمي الرائع التي كرس لجبرلي ولعائلته.
في الوقت الحاضر، مديرة المتحف هي جمار سيفدين قيزي.
حصلت ابنة الكاتب المسرحي الكبير - غولارا جبارلي على وسام «شرف» من قبل وزارة الثقافة للعمل المثمر على المدى الطويل في مجال الثقافة.